# Nekrolog August 2004
Nekrolog
◄◄
| ◄
| 2000
| 2001
| 2002
| 2003
| 2004 | 2005 | 2006 | 2007 | 2008 | ► | ►►
Januar |
Februar |
März |
April |
Mai |
Juni |
Juli |
August |
September |
Oktober |
November |
Dezember 2004
Weitere Ereignisse | Allgemeiner Nekrolog 2004
Die Beschreibung der verstorbenen Person sollte so kurz wie möglich gehalten sein und nur deren signifikante Tätigkeit(en) enthalten.
Neue Namen ggf. auch unter dem Geburts- und Sterbedatum, also etwa unter 1. Januar und im Geburts- und Sterbejahr (2024) eintragen (nur bei entsprechender großer Wichtigkeit). Für Beispiele siehe die schon vorhandenen Artikel.
Außerdem über die fünf zuletzt Verstorbenen, zu denen es einen ausreichend guten Artikel für eine Präsentation auf der Hauptseite gibt, nach der todesbedingten Überarbeitung der Artikel ggf. auch unter Wikipedia Diskussion:Hauptseite informieren und sie am besten auch in den anderen Wikipedia-Sprachversionen eintragen. Tipp: Regelmäßig bei news.google.de nach „ist tot“, „gestorben“ oder „verstorben“ suchen.
Wenn eine Person gestorben ist, gibt es viele Seiten zu dieser Person in der Wikipedia, die davon auch betroffen sind und entsprechend aktualisiert werden müssen. Beispiele: Namenübersichtsseite, Geburtsjahr, Geburtsort-Seiten und viele mehr.
Wie finde ich die betroffenen Seiten?
Im Suchfeld auf der linken Seite gibt man den Suchbegriff so ein: „Vorname Nachname“. Dann klickt man auf Volltext und alle Seiten mit entsprechendem Suchtext werden aufgerufen. Hier sieht man dann schnell, wo auch das Todesjahr Sinn macht oder sogar ein Teil des Artikels angepasst werden muss. Auch hilft das „Werkzeug“ auf der linken Seite sehr gut, um solche Seiten aufzufinden: „Links auf diese Seite“. Somit ist die Wikipedia wieder aktuell in allen Bereichen! Hinweis: bei Eintragung der Kategorie „Gestorben JAHR“ wird der Missbrauchsfilter 49 ausgelöst, was jedoch nicht schlimm ist. Siehe: Spezial:Missbrauchsfilter/49
Dies ist eine Liste von im August 2004 verstorbenen bekannten Persönlichkeiten. Die Einträge erfolgen innerhalb der einzelnen Daten alphabetisch sortiert. Tiere sind im Nekrolog für Tiere zu finden.

## August
| Tag        | Name                              | Beruf, bekannt als                                                                                          | Alter | Beleg |
| ---------- | --------------------------------- | --- | ----- | ----- |
| 1. August  | Philip Hauge Abelson              | US-amerikanischer Physiker und Chemiker                                                                     | 91    |       |
| 1. August  | Rolf Blessing                     | deutscher Fußballspieler                                                                                    | 75    |       |
| 1. August  | John Higgins                      | US-amerikanischer Schwimmer                                                                                 | 88    |       |
| 1. August  | Carlos Iturralde Rivero           | mexikanischer Fußballspieler und -trainer                                                                   | 78    |       |
| 1. August  | Sidney Morgenbesser               | US-amerikanischer Philosoph                                                                                 | 82    |       |
| 1. August  | Magdalena Müller                  | deutsche Sport-Journalistin und Fernsehmoderatorin                                                          | 63    |       |
| 1. August  | Albrecht Obermaier                | deutscher Marineoffizier, Befehlshaber des NATO-Kommandos NAVBALTAP                                         | 92    |       |
| 1. August  | Madeleine Robinson                | französische Schauspielerin                                                                                 | 87    |       |
| 1. August  | Bob Thom                          | britischer Radrennfahrer                                                                                    | 87    |       |
| 1. August  | Bonifaz Vogel                     | deutscher Benediktiner, Abt                                                                                 | 92    |       |
| 1. August  | Alfred Wolf                       | Rabbiner in Los Angeles und Vertreter des interreligiösen Dialogs                                           | 88    |       |
| 2. August  | Robert Bosch jun.                 | deutscher Unternehmer und Sohn von Robert Bosch                                                             | 76    |       |
| 2. August  | François Craenhals                | belgischer Comic-Zeichner                                                                                   | 77    |       |
| 2. August  | V. Lamar Gudger                   | US-amerikanischer Politiker                                                                                 | 85    |       |
| 2. August  | Wilhelm Haller                    | deutscher Unternehmer, Social-Entrepreneur, Vater der Gleitzeit                                             | 69    |       |
| 2. August  | Kurt Helbig                       | deutscher Fußballspieler                                                                                    | 81    |       |
| 2. August  | Heinrich Mark                     | estnischer Jurist und Ministerpräsident der Exilregierung                                                   | 92    |       |
| 2. August  | José Pastoriza                    | argentinischer Fußballspieler und Fußballtrainer                                                            | 62    |       |
| 2. August  | Agustín Pérez Pardella            | argentinischer Schriftsteller                                                                               |       |       |
| 2. August  | Eleonore Romberg                  | deutsche Politikerin (Bündnis 90/Die Grünen), MdL, Soziologin, Aktivistin der Frauen- und Friedensbewegung  | 81    |       |
| 2. August  | Gerhard Ruhenstroth-Bauer         | deutscher Biochemiker und Mediziner                                                                         | 91    |       |
| 2. August  | Arturo Tolentino                  | philippinischer Politiker                                                                                   | 93    |       |
| 3. August  | Henri Cartier-Bresson             | französischer Fotograf                                                                                      | 95    |       |
| 3. August  | Gloria Emerson                    | US-amerikanische Journalistin                                                                               | 75    |       |
| 3. August  | Hans Josef Horchem                | deutscher Jurist und Geheimdienstler                                                                        | 76    |       |
| 3. August  | Detlef Kamke                      | deutscher Physiker                                                                                          | 81    |       |
| 3. August  | Helmut Kreuzer                    | deutscher Germanist und Literaturwissenschaftler                                                            | 76    |       |
| 3. August  | Günter Liebig                     | deutscher Politiker (LDP, FDP)                                                                              | 76    |       |
| 3. August  | Emil Manser                       | Schweizer Strassenkünstler                                                                                  | 52    |       |
| 3. August  | Ray McKinney                      | US-amerikanischer Jazzmusiker                                                                               | 73    |       |
| 3. August  | Geraldine Peroni                  | US-amerikanische Filmeditorin                                                                               | 51    |       |
| 3. August  | Albi Rosenthal                    | britischer Musikantiquar und Musikwissenschaftler                                                           | 89    |       |
| 3. August  | Günter Storch                     | deutscher Volkswirt und Politiker (FDP), MdL                                                                | 78    |       |
| 3. August  | Gerda Szepansky                   | deutsche Journalistin, Lehrerin und Autorin                                                                 | 78    |       |
| 4. August  | Hans Brunswig                     | deutscher Feuerwehrmann und Autor                                                                           | 95    |       |
| 4. August  | Wolfgang Caffier                  | deutscher evangelisch-lutherischer Theologe                                                                 | 85    |       |
| 4. August  | Pierre de Chevigné                | französischer Offizier und Politiker (MRP)                                                                  | 95    |       |
| 4. August  | Hans-Joachim Grubel               | deutscher Schauspieler                                                                                      | 60    |       |
| 4. August  | Cécile Guillame                   | französische Graveurin und Briefmarkenkünstlerin                                                            | 71    |       |
| 4. August  | Robert Yewdall Jennings           | britischer Jurist und ehemaliger Präsident des Internationalen Gerichtshofs                                 | 90    |       |
| 4. August  | Stella Liebeck                    | US-amerikanische Kundin                                                                                     | 91    |       |
| 4. August  | Frank Maxwell                     | US-amerikanischer Schauspieler                                                                              | 87    |       |
| 4. August  | Johannes van der Ploeg            | niederländischer Alttestamentler und Dominikanerpater                                                       | 95    |       |
| 4. August  | Mary Sherman Morgan               | US-amerikanische Chemieingenieurin und Raketentreibstoffentwicklerin                                        | 82    |       |
| 4. August  | Fumio Watanabe                    | japanischer Schauspieler                                                                                    | 74    |       |
| 5. August  | Uri Adelman                       | israelischer Autor, Musiker, Komponist und Computerexperte                                                  | 45    |       |
| 5. August  | Jim Alford                        | britischer Mittelstreckenläufer                                                                             | 90    |       |
| 5. August  | Willie Egan                       | US-amerikanischer Rhythm-and-Blues-Musiker                                                                  | 70    |       |
| 5. August  | Ramón Francisco                   | dominikanischer Lyriker und Essayist                                                                        | 74    |       |
| 5. August  | Hans Kinsky                       | österreichischer Politiker (ÖVP), Landtagsabgeordneter                                                      | 67    |       |
| 5. August  | Hugo Urchetti                     | Schweizer Tischtennisspieler und -funktionär                                                                | 85    |       |
| 6. August  | Werner Bartels                    | deutscher Industriemanager                                                                                  | 74    |       |
| 6. August  | Martin Hadelich                   | deutscher Bildhauer und Grafiker                                                                            | 100   |       |
| 6. August  | Rick James                        | US-amerikanischer Sänger, Songwriter und Musikproduzent                                                     | 56    |       |
| 6. August  | Klaus Kunick                      | deutscher Schauspieler, Regisseur und Schriftsteller                                                        | 74    |       |
| 6. August  | Argentino Ledesma                 | argentinischer Tango-Musiker                                                                                | 76    |       |
| 6. August  | Paul Stein                        | deutscher Grafiker und Buchkünstler                                                                         | 55    |       |
| 7. August  | Paul Neal Adair                   | US-amerikanischer Feuerwehrmann und Unternehmer                                                             | 89    |       |
| 7. August  | Adolf Adam                        | österreichischer Statistiker und Informatiker                                                               | 86    |       |
| 7. August  | Hermann Flender                   | deutscher Diplomat und Botschafter                                                                          | 86    |       |
| 7. August  | Granville T. Hogan                | US-amerikanischer Schlagzeuger                                                                              | 75    |       |
| 7. August  | Hossein Panahi                    | iranischer Schauspieler und Dichter                                                                         | 47    |       |
| 7. August  | Christopher Stewart Wallace       | australischer Physiker und Informatiker                                                                     | 70    |       |
| 8. August  | Giuseppe Amari                    | italienischer Geistlicher, katholischer Bischof                                                             | 87    |       |
| 8. August  | WP Eberhard Eggers                | deutscher Grafiker, Maler, Bildhauer und Freimaurer                                                         | 65    |       |
| 8. August  | Leon Golub                        | US-amerikanischer Maler und Grafiker                                                                        | 82    |       |
| 8. August  | Willibald Hilf                    | deutscher Politiker (CDU), MdL und Intendant des Südwestfunks (SWF)                                         | 73    |       |
| 8. August  | Eva Kemlein                       | deutsche Fotografin                                                                                         | 95    |       |
| 8. August  | Norman Kroll                      | US-amerikanischer Physiker                                                                                  | 82    |       |
| 8. August  | Andreas Matthae                   | deutscher Politiker (SPD)                                                                                   | 35    |       |
| 8. August  | John Giles Milhaven               | US-amerikanischer römisch-katholischer Theologe                                                             | 76    |       |
| 8. August  | Pekka Soini                       | finnisch-peruanischer Herpetologe und Primatologe                                                           | 62    |       |
| 8. August  | Fay Wray                          | US-amerikanische Schauspielerin                                                                             | 96    |       |
| 9. August  | Sergei Botschkow                  | sowjetischer Skispringer                                                                                    | 55    |       |
| 9. August  | Edwin Michael Conway              | US-amerikanischer Geistlicher, Weihbischof in Chicago                                                       | 70    |       |
| 9. August  | Victor Del Litto                  | französischer Romanist und Literaturwissenschaftler italienischer Herkunft                                  | 93    |       |
| 9. August  | Kurt Feremutsch                   | Schweizer Neuroanatom                                                                                       | 84    |       |
| 9. August  | Otto Kranzbühler                  | deutscher Rechtsanwalt, Verteidiger von Karl Dönitz bei den Nürnberger Prozessen                            | 97    |       |
| 9. August  | Annemarie Marks-Rocke             | deutsche Schauspielerin, Schauspiellehrerin und Hörspielsprecherin                                          | 102   |       |
| 9. August  | Tony Mottola                      | US-amerikanischer Jazzgitarrist und Filmkomponist                                                           | 86    |       |
| 9. August  | Ernst Naumann                     | deutscher Verleger und Fußballfunktionär                                                                    | 82    |       |
| 9. August  | Eduard Neumann                    | deutscher Jagdfliegeroffizier, zuletzt Oberst                                                               | 93    |       |
| 9. August  | David Raksin                      | US-amerikanischer Komponist von Filmmusik                                                                   | 92    |       |
| 9. August  | George Savakis                    | griechischer Maler                                                                                          | 81    |       |
| 9. August  | René Taton                        | französischer Mathematikhistoriker                                                                          | 89    |       |
| 9. August  | Antoine Torbey                    | libanesischer Geistlicher, Bischof von Latakia                                                              | 78    |       |
| 10. August | Václav Lídl                       | tschechischer Komponist                                                                                     | 81    |       |
| 10. August | James Stillman Rockefeller        | US-amerikanischer Ruderer                                                                                   | 102   |       |
| 10. August | Beate Ruhm von Oppen              | deutsch-britische Historikerin                                                                              | 86    |       |
| 10. August | Rolf Schneebiegl                  | deutscher Musiker                                                                                           | 80    |       |
| 10. August | Werner Ventzki                    | deutscher Politiker (NSDAP) und Regierungsbeamter                                                           | 98    |       |
| 10. August | Hans-Jürgen Wille                 | deutscher Musikpädagoge, Chorleiter und Musikpädagoge                                                       | 73    |       |
| 11. August | Brian Bagnall                     | englischer Cartoonist und Illustrator                                                                       | 83    |       |
| 11. August | Rudolf Ceeh                       | österreichischer Politiker (SPÖ), Mitglied des Bundesrates                                                  | 79    |       |
| 11. August | Álvaro Raúl Jarro Tobos           | kolumbianischer Geistlicher, katholischer Bischof                                                           | 73    |       |
| 11. August | Wiktar Karatschun                 | belarussischer Eishockeyspieler                                                                             | 35    |       |
| 11. August | Orlando Medina                    | argentinischer Tangosänger                                                                                  | 86    |       |
| 11. August | Wolfgang J. Mommsen               | deutscher Historiker                                                                                        | 73    |       |
| 11. August | Friedrich Ossig                   | deutscher Verwaltungsjurist bei der Deutschen Reichsbahn und der Deutschen Bundesbahn                       | 92    |       |
| 11. August | Edith Wellspacher-Emery           | österreichische Ärztin, Architektin und Künstlerin                                                          | 94    |       |
| 12. August | Augusto Beuzeville Ferro          | peruanischer katholischer Bischof                                                                           | 72    |       |
| 12. August | Rudolf Clemens                    | deutscher Fußballspieler                                                                                    | 84    |       |
| 12. August | Godfrey Hounsfield                | englischer Elektrotechniker                                                                                 | 84    |       |
| 12. August | Gnonnas Pedro                     | beninischer Sänger und Komponist                                                                            | 61    |       |
| 12. August | Carlo Ross                        | deutscher Schriftsteller und Überlebender des Holocaust                                                     | 76    |       |
| 12. August | Alfons Spiegel                    | deutscher Journalist und Sportchef beim ZDF                                                                 | 76    |       |
| 12. August | Basil Wigoder, Baron Wigoder      | britischer Politiker und Jurist                                                                             | 83    |       |
| 12. August | Peter Woodthorpe                  | britischer Filmschauspieler                                                                                 | 72    |       |
| 12. August | Karl-Heinz Bernhardt              | deutscher Theologe und Inoffizieller Mitarbeiter des MFS                                                    | 77    |       |
| 12. August | George Yardley                    | US-amerikanischer Basketballspieler                                                                         | 75    |       |
| 13. August | Eduard Achermann                  | Schweizer Afrikamissionar und Theologe                                                                      | 76    |       |
| 13. August | Mabel Addis                       | US-amerikanische Schriftstellerin und Spieledesignerin                                                      | 92    |       |
| 13. August | Julia Child                       | US-amerikanische Köchin und Kochbuchautorin                                                                 | 91    |       |
| 13. August | Josef Paul Kleihues               | deutscher Architekt und Hochschullehrer                                                                     | 71    |       |
| 13. August | Ko Yong-hi                        | nordkoreanische Persönlichkeit, Ehefrau von Kim Jong-il                                                     | 51    |       |
| 13. August | Robert Lecourt                    | französischer Richter und Politiker                                                                         | 95    |       |
| 13. August | Zofia Słaboszowska                | polnische Schauspielerin                                                                                    | 70    |       |
| 13. August | Claus Strandberg                  | dänischer Schauspieler                                                                                      | 56    |       |
| 14. August | Guzmán Enrique Alvarez Pérez      | spanischer Romanist, Hispanist und Asturianist, der in den Niederlanden wirkte                              | 94    |       |
| 14. August | Bernard H. Breslauer              | deutsch-britischer Buchantiquar                                                                             | 86    |       |
| 14. August | Gervazio Moses Chisendera         | malawischer Geistlicher, katholischer Bischof                                                               |       |       |
| 14. August | William D. Ford                   | US-amerikanischer Politiker                                                                                 | 77    |       |
| 14. August | Neal Fredericks                   | US-amerikanischer Kameramann und Produzent                                                                  | 35    |       |
| 14. August | Heinz Frölich                     | deutscher Schauspieler                                                                                      | 96    |       |
| 14. August | Robert Howard                     | US-amerikanischer Dreispringer                                                                              | 28    |       |
| 14. August | Marion S. Kellogg                 | US-amerikanische Managerin und Unternehmensberaterin                                                        | 84    |       |
| 14. August | Czesław Miłosz                    | polnischer Dichter                                                                                          | 93    |       |
| 14. August | Brian Ogilvie                     | kanadischer Jazzmusiker                                                                                     | 50    |       |
| 14. August | Walter Nikolaus Schumacher        | deutscher Christlicher Archäologe und Kunsthistoriker                                                       | 90    |       |
| 14. August | Gerda Johanna Werner              | deutsche Malerin, Modell für das 50-Pfennig-Stück                                                           | 89    |       |
| 15. August | Sune Bergström                    | schwedischer Biochemiker und Nobelpreisträger                                                               | 88    |       |
| 15. August | Semiha Berksoy                    | türkische Malerin                                                                                           | 94    |       |
| 15. August | Emma Fink                         | deutsche Chemikerin und Richterin                                                                           | 90    |       |
| 15. August | Walter Gehlhoff                   | deutscher Diplomat                                                                                          | 82    |       |
| 15. August | Horst Glück                       | deutscher Politiker (FDP), MdL                                                                              | 64    |       |
| 15. August | Carl Heinrich Krauch              | deutscher Chemiker und Industriemanager                                                                     | 72    |       |
| 15. August | Armando Lambruschini              | argentinischer Admiral und Mitglied der Militärdiktatur                                                     | 80    |       |
| 15. August | Mario Luna                        | argentinischer Tangosänger                                                                                  | 69    |       |
| 15. August | John Richardson, Baron Richardson | britischer Mediziner und Ärztefunktionär                                                                    | 94    |       |
| 15. August | Atefah Sahaaleh                   | iranisches Mädchen, wegen angeblichen Ehebruchs hingerichtet                                                |       |       |
| 15. August | Walter Witzenmann                 | deutscher Humanist, Wissenschafts- und Kulturförderer, Politiker (FDP) und Unternehmer                      | 96    |       |
| 16. August | Acquanetta                        | US-amerikanische Schauspielerin                                                                             | 83    |       |
| 16. August | Chester Goss                      | US-amerikanischer Badmintonspieler                                                                          | 88    |       |
| 16. August | Ivan Hlinka                       | tschechischer Eishockeyspieler und -trainer                                                                 | 54    |       |
| 16. August | Gertraud Kaltenecker              | deutsche Komponistin und Sängerin                                                                           | 89    |       |
| 16. August | Carl Mydans                       | US-amerikanischer Fotograf                                                                                  | 97    |       |
| 16. August | Robert Quiroga                    | US-amerikanischer Boxer                                                                                     | 34    |       |
| 16. August | John Unnerud                      | norwegischer Rallyefahrer                                                                                   | 74    |       |
| 16. August | Helmut Waldert                    | österreichischer Radiojournalist                                                                            | 63    |       |
| 16. August | Sam Wildman                       | US-amerikanischer Botaniker und Pflanzenphysiologe                                                          | 92    |       |
| 17. August | Thea Astley                       | australische Schriftstellerin                                                                               | 78    |       |
| 17. August | Friedrich Auffarth                | deutscher Richter am Bundesarbeitsgericht (1963–1986)                                                       | 86    |       |
| 17. August | Clo Duri Bezzola                  | Schweizer Schriftsteller                                                                                    | 59    |       |
| 17. August | Marosa di Giorgio                 | uruguayische Dichterin                                                                                      | 72    |       |
| 17. August | Shizuo Kakutani                   | japanisch-US-amerikanischer Mathematiker                                                                    | 92    |       |
| 17. August | Alfred Kinzel                     | deutscher Polizist, Präsident des Deutschen Schachbundes                                                    | 91    |       |
| 17. August | Dietrich Reinicke                 | deutscher Ministerialbeamter und Bundesrichter                                                              | 92    |       |
| 17. August | Gérard Souzay                     | französischer Sänger (Bassbariton)                                                                          | 85    |       |
| 17. August | Arrigo Wittler                    | deutscher Maler                                                                                             | 86    |       |
| 17. August | Felix Zymalkowski                 | deutscher Militär, Schnellboot-Kommandant und Professor für pharmazeutische Chemie                          | 91    |       |
| 18. August | Elmer Bernstein                   | US-amerikanischer Filmmusik-Komponist                                                                       | 82    |       |
| 18. August | Josef Daum                        | deutscher Biologe, Bibliothekar und Hochschullehrer                                                         | 80    |       |
| 18. August | Joe Dodge                         | US-amerikanischer Jazzschlagzeuger                                                                          | 82    |       |
| 18. August | Hiram Fong                        | US-amerikanischer Politiker (Republikanische Partei)                                                        | 97    |       |
| 18. August | Anselmo Giabbani                  | italienischer Priester, Generalprior des Kamaldulenser                                                      | 96    |       |
| 18. August | Michael H. Jameson                | US-amerikanischer Altphilologe, Epigraphiker und Archäologe                                                 | 79    |       |
| 18. August | Erwin Lichtenegger                | österreichischer Agrarwissenschaftler                                                                       | 76    |       |
| 18. August | Helen Tappan Loeblich             | US-amerikanische Mikropaläontologin und Foraminiferen-Forscherin                                            | 86    |       |
| 18. August | Kurt Pochhammer                   | deutscher Mediziner und Sportfunktionär                                                                     | 83    |       |
| 18. August | Gerhard Rehm                      | deutscher Kirchenmusiker, Orgelsachverständiger und Autor                                                   | 78    |       |
| 18. August | Hubertus Senff                    | deutscher Offizier                                                                                          | 69    |       |
| 19. August | Héctor Correa Letelier            | chilenischer Rechtsanwalt, Politiker und Diplomat                                                           | 89    |       |
| 19. August | George Gibson                     | US-amerikanischer American-Football-Spieler                                                                 | 98    |       |
| 19. August | Rudolf Miele                      | deutscher Unternehmer                                                                                       | 74    |       |
| 19. August | Charles Reiner                    | kanadischer Pianist und Musikpädagoge                                                                       | 80    |       |
| 19. August | Günter Rexrodt                    | deutscher Politiker (FDP), MdB                                                                              | 62    |       |
| 19. August | Fritz Schorn                      | österreichischer Politiker (SPÖ), Landtagsabgeordneter                                                      | 85    |       |
| 19. August | Günther Wever                     | deutscher Jagdflieger, Jurist, Rechtsanwalt und Industrie-Manager                                           | 83    |       |
| 20. August | Martin Banks                      | US-amerikanischer Jazzmusiker                                                                               | 68    |       |
| 20. August | Ludwig Maria Freibüter            | deutscher Ministerialbeamter                                                                                |       |       |
| 20. August | Mosche Schamir                    | israelischer Schriftsteller                                                                                 | 82    |       |
| 20. August | Achim Schrader                    | deutscher Soziologe                                                                                         | 70    |       |
| 21. August | Géza Böszörményi                  | ungarischer Regisseur, Drehbuchautor und Schauspieler                                                       | 80    |       |
| 21. August | Isaäc Arend Diepenhorst           | niederländischer Rechtswissenschaftler, Hochschullehrer und Politiker                                       | 88    |       |
| 21. August | Max Kahane                        | deutscher Journalist                                                                                        | 94    |       |
| 21. August | László Lindner                    | ungarischer Schachkomponist                                                                                 | 87    |       |
| 22. August | Angus Bethune                     | australischer Politiker                                                                                     | 95    |       |
| 22. August | Wolfgang Hirsch-Weber             | deutscher Kaufmann, Politikwissenschaftler und Hochschullehrer                                              | 84    |       |
| 22. August | Daniel Petrie                     | kanadischer Regisseur                                                                                       | 83    |       |
| 22. August | Jonny Reinert                     | deutscher Buddelschiffbauer                                                                                 | 75    |       |
| 22. August | Ota Šik                           | tschechisch-schweizerischer Wirtschaftswissenschaftler und Maler                                            | 84    |       |
| 22. August | Josef Weinwurm                    | österreichischer „Mörder von der Oper“                                                                      | 73    |       |
| 23. August | Povilas Aksomaitis                | litauischer Politiker, Mitglied des Seimas                                                                  | 66    |       |
| 23. August | John Joseph Glynn                 | US-amerikanischer Geistlicher, römisch-katholischer Bischof                                                 | 78    |       |
| 23. August | Rudolf Gradinger                  | österreichischer Fernmeldetechniker und Politiker (ÖVP), Landtagsabgeordneter, Abgeordneter zum Nationalrat | 81    |       |
| 23. August | Francesco Minerva                 | italienischer Geistlicher, Bischof und Erzbischof von Lecce                                                 | 100   |       |
| 23. August | Miguel Ondetti                    | argentinischer Chemiker                                                                                     | 74    |       |
| 23. August | Käthe Rieck                       | deutsche Museumsdirektorin                                                                                  | 102   |       |
| 23. August | Mariano Vivanco Valiente          | kubanischer Geistlicher, katholischer Bischof                                                               | 71    |       |
| 24. August | Elsa Albani                       | italienische Schauspielerin                                                                                 | 83    |       |
| 24. August | Werner Burgers                    | deutscher Fußballschiedsrichter                                                                             | 70    |       |
| 24. August | Irmgard Düren                     | deutsche Schauspielerin, Kabarettistin, Moderatorin des Fernsehens der DDR                                  | 73    |       |
| 24. August | Eleni Ioannou                     | griechische Judoka                                                                                          | 20    |       |
| 24. August | Elisabeth Kübler-Ross             | schweizerisch-US-amerikanische Medizinerin                                                                  | 78    |       |
| 24. August | Lothar Mannewitz                  | deutscher Restaurator und Gestalter von Glasfenstern                                                        | 74    |       |
| 24. August | Kees Ouwens                       | niederländischer Lyriker und Romanautor                                                                     | 60    |       |
| 24. August | Bob Price                         | US-amerikanischer Politiker                                                                                 | 76    |       |
| 24. August | Leopold Schmetterer               | österreichischer Mathematiker                                                                               | 84    |       |
| 25. August | Don Ashton                        | britischer Architekt, Ausstatter und Filmarchitekt                                                          | 85    |       |
| 25. August | Otto Anton Eder                   | österreichischer Regisseur und Schauspieler                                                                 | 74    |       |
| 25. August | Marcelo González Martín           | spanischer Kardinal und Erzbischof von Toledo                                                               | 86    |       |
| 25. August | Kunata Kottulinsky                | österreichischer Manager und Verbandsfunktionär                                                             | 90    |       |
| 25. August | Dieter Mettin                     | deutscher Agrarwissenschaftler, Genetiker und Züchtungsforscher                                             | 72    |       |
| 25. August | Herbert P. Raabe                  | deutscher Elektrotechniker                                                                                  | 95    |       |
| 25. August | Carl Szokoll                      | österreichischer Offizier, Verleger und Filmproduzent                                                       | 88    |       |
| 26. August | Laura Branigan                    | US-amerikanische Popsängerin                                                                                | 52    |       |
| 26. August | Friedrich Brünner                 | deutscher Politiker (CDU), MdL                                                                              | 93    |       |
| 26. August | Matthias Volz                     | deutscher Geräteturner und Olympiasieger                                                                    | 94    |       |
| 27. August | Alfred Gleitze                    | deutscher Kommunalpolitiker (SPD)                                                                           | 70    |       |
| 27. August | Gottlieb Göller                   | deutscher Fußballspieler und -trainer                                                                       | 69    |       |
| 27. August | Eduard Lensing                    | deutscher Landwirt und Politiker (CDU), MdB                                                                 | 84    |       |
| 27. August | Julio Tahier                      | argentinischer Autor, Regisseur und Arzt                                                                    | 97    |       |
| 28. August | Isidoro Blaisten                  | argentinischer Journalist, Photograph und Schriftsteller                                                    | 71    |       |
| 28. August | Sigi Feigel                       | Schweizer Rechtsanwalt, der sich gegen Antisemitismus engagierte                                            | 83    |       |
| 28. August | Silvana Jachino                   | italienische Schauspielerin                                                                                 | 88    |       |
| 28. August | Robert Lewin                      | US-amerikanischer Drehbuchautor                                                                             | 84    |       |
| 28. August | Ulrich Matz                       | deutscher Politikwissenschaftler                                                                            | 67    |       |
| 28. August | José Puyet                        | spanischer Maler                                                                                            | 82    |       |
| 29. August | Nikolai Getman                    | ukrainisch-russischer Maler                                                                                 | 86    |       |
| 29. August | René Ménil                        | französischer Philosoph                                                                                     |       |       |
| 29. August | Leonardus Benyamin Moerdani       | indonesischer Politiker und Armeechef                                                                       | 71    |       |
| 29. August | Suehiro Tanemura                  | japanischer Germanist, Literaturkritiker und Übersetzer                                                     | 71    |       |
| 29. August | Hans Vonk                         | niederländischer Dirigent                                                                                   | 62    |       |
| 30. August | Günter Haiden                     | österreichischer Politiker (SPÖ), Abgeordneter zum Nationalrat                                              | 78    |       |
| 30. August | Frank Horton                      | US-amerikanischer Politiker                                                                                 | 84    |       |
| 30. August | Derek Johnson                     | britischer Mittelstreckenläufer                                                                             | 71    |       |
| 30. August | James Masilamony Arul Das         | indischer Geistlicher, katholischer Bischof                                                                 | 74    |       |
| 30. August | Joachim Priewe                    | deutscher Schriftsteller                                                                                    | 70    |       |
| 30. August | Robert Sherman                    | US-amerikanischer Schauspieler                                                                              | 63    |       |
| 30. August | Bruce A. D. Stocker               | US-amerikanischer Mikrobiologe                                                                              | 87    |       |
| 30. August | Fred Whipple                      | US-amerikanischer Astronom                                                                                  | 97    |       |
| 31. August | Joe Barry                         | US-amerikanischer Popmusik-Sänger                                                                           | 65    |       |
| 31. August | Jean-Marie Ghuysen                | belgischer Mikrobiologe                                                                                     | 79    |       |
| 31. August | Adelmo Melecci                    | kanadischer Komponist, Organist und Musikpädagoge                                                           | 105   |       |
| 31. August | Carl Wayne                        | britischer Sänger und Schauspieler                                                                          | 61    |       |
| August     | Vytautas Astrauskas               | litauischer Rheumatologe und Politiker                                                                      | 77    |       |
| August     | Bernhard Müller-Feyen             | deutscher Künstler, Bildhauer und Lehrer                                                                    |       |       |
| August     | Heinz Tiedemann                   | deutscher Biochemiker und Entwicklungsbiologe                                                               | 81    |       |